# Jordi Ferrón
Jordi Ferrón Forné (Barcelona, 15 de agosto de 1978) é um ex-futebolista profissional espanhol que atuava como defensor, medalhista olímpico.

## Carreira
Jordi Ferrón representou a Seleção Espanhola de Futebol, nas Olimpíadas de 2000, medalha de prata. 